# آرمادیلوی پشمی آند
آرمادیلوی پشمی آند (نام علمی: Chaetophractus nationi) نام یک گونه از سرده پشمین‌پوسته‌ها است.
این حیوان گورکن در حال حاضر بولیوی و شمال شیلی وآرژانتین وجود دارد